# VASP
VASP ( Viação Aérea São Paulo S/A) is een voormalige Braziliaanse luchtvaartmaatschappij, die gevestigd was op de luchthaven Congonhas in São Paulo.

## Geschiedenis

### Beginjaren
VASP werd in 1933 opgericht door een aantal zakenlui uit de staat São Paulo. De maatschappij ging echter al snel over in handen van de staat en de stad São Paulo.
VASP voerde enkel binnenlandse vluchten uit in Brazilië. De eerste vliegtuigen waren Britse Monospar en De Havilland Dragons. In 1936 begon VASP met de route tussen Rio de Janeiro en São Paulo, met Junkers Ju-52 toestellen die 17 passagiers vervoerden.

### Ontwikkeling
Na de Tweede Wereldoorlog gebruikte VASP net als vele andere Braziliaanse maatschappijen talrijke surplus Douglas DC-3s. Vanaf 1950 vloog VASP met Saab Scandias. Het was de enige buitenlandse koper van het Zweedse toestel, en VASP zou later ook de Scandias van SAS overnemen zodat 17 van de 18 gebouwde Scandias in de kleuren van VASP hebben gevlogen. De vloot werd verder gemoderniseerd met Vickers Viscount turboprops.
In 1956 had VASP 60 wekelijkse vluchten in elke richting tussen São Paulo en Rio. In augustus 1960 introduceerde VASP de Ponte Aérea ("luchtbrug") een hoogfrequente pendelvlucht waarvoor geen reservatie nodig was, tussen Rio en São Paulo, in samenwerking met VARIG en Cruzeiro do Sul. In 1962 namen 850.000 passagiers de luchtbrug; de frequentie was ongeveer een vlucht om de vijftien minuten. Het systeem van de luchtbrug werd nadien ook gebruikt op de route tussen Rio, Belo Horizonte en Brasilia.

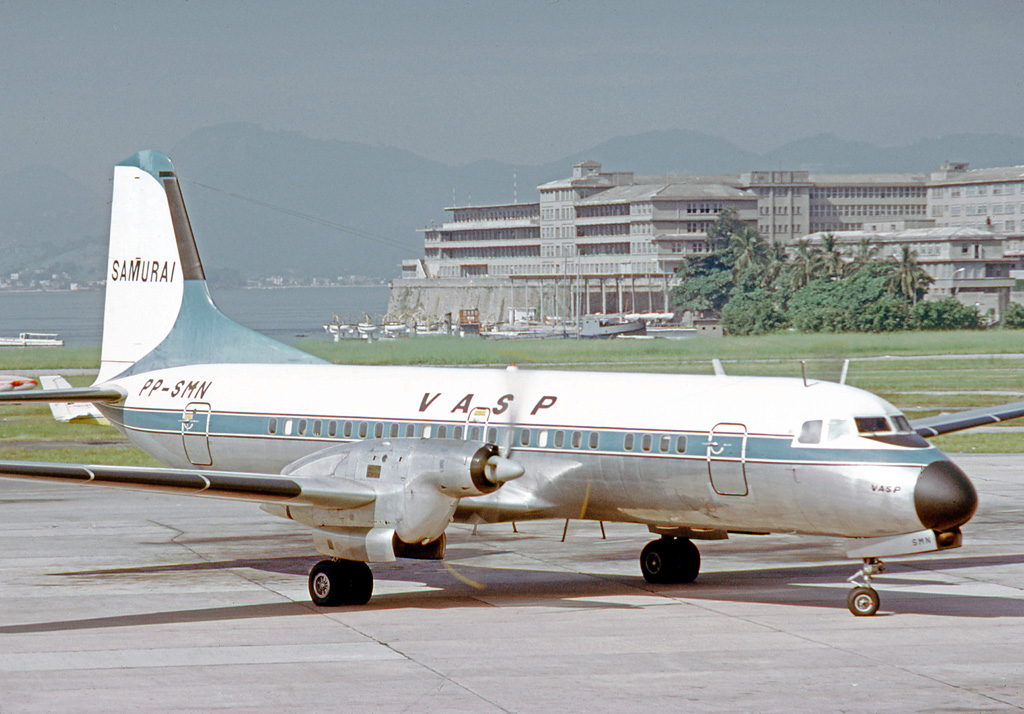
NAMC YS-11A van VASP in 1972

In de jaren 1970 kwamen straalvliegtuigen in de VASP-vloot: Boeing 737, BAC One-Eleven en gedurende korte tijd ook Boeing 727s. Daarnaast kocht VASP ook zeven Japanse NAMC YS-11A. In 1976 bestelde VASP drie Airbus A300. Ze vloog ook met de kleinere Embraer EMB 110 Bandeirante.

### Crisis en privatisering
De economische recessie in Brazilië in de jaren 1980 had een grote impact op VASP. Het moest een bestelling voor bijkomende Airbussen annuleren en kostenbesparende maatregelen nemen, waaronder personeelsafvloeiingen (de personeelsbezetting was in de periode 1979-1982 bijna verdubbeld tot 9200, vooral door politieke benoemingen).
In 1989 mocht de maatschappij voor het eerst internationale vluchten uitvoeren; de eerste bestemmingen waren Aruba en Florida.
In 1990 besloot de staat dat de maatschappij mocht geprivatiseerd worden. Een combinatie van de Canhedo Group uit Brasilia en werknemers van VASP nam een meerderheidsaandeel in VASP en Wagner Canhedo kwam aan het hoofd van VASP. Maar ze kwam in zwaar financieel vaarwater terecht; haar marktaandeel op de binnenlandse markt daalde van 35% in 1990 naar 16% in 1993; er braken stakingen uit omwille van onbetaalde lonen en de rechtbank besliste dat VASP negen Boeing 737s aan leasingfirma Guinness Peat Aviation moest teruggeven nadat de maatschappij een aantal afbetalingen had nagelaten.
In augustus 1995 nam VASP een meerderheidsaandeel in de Ecuadoriaanse luchtvaartmaatschappij Ecuatoriana en later datzelfde jaar werd ze ook hoofdaandeelhouder in de Boliviaanse maatschappij Lloyd Aero Boliviano (LAB).
Tegen het einde van het decennium was de maatschappij opnieuw in moeilijkheden. Ze maakte in 1998 een verlies van 105,5 miljoen dollar. In 2000 was het tekort opgelopen tot 1,82 miljard dollar. De rechtbank besliste dat VASP haar geleasede McDonnell Douglas MD-11s moest teruggeven, zodat de maatschappij geen langeafstandsvluchten meer kon uitvoeren. Ze werd verwikkeld in diverse rechtszaken met andere schuldeisers. Pogingen om het tij te keren door personeelsafvloeiingen, de reductie van de vloot en prijsverlagingen op de Rio-São Paulo shuttle, hadden weinig succes. Het aandeel in LAB werd in 2001 verkocht. Na een nieuwe zware financiële crisis in 2004 werd de vliegvergunning van VASP in 2005 ingetrokken. De maatschappij werd nadien insolvent verklaard.